# Lear Spire
Lear Spire är en bergstopp i Antarktis. Den ligger i Östantarktis. Nya Zeeland gör anspråk på området. Toppen på Lear Spire är 2 470 meter över havet.
Terrängen runt Lear Spire är varierad. Trakten är obefolkad. Det finns inga samhällen i närheten.